# کیرشنتلینسفورت
کیرشنتلینسفورت (به آلمانی: Kirchentellinsfurt) یک شهر در آلمان است که در توبینگن واقع شده‌است. کیرشنتلینسفورت ۵٬۵۹۳ نفر جمعیت دارد.